# Don't Rush
"Don't Rush" é uma canção da cantora norte-americana Kelly Clarkson, gravada para o seu primeiro álbum de grandes êxitos Greatest Hits – Chapter One. Conta com a participação de Vince Gill, sendo composta por Blu Sanders, Natalie Hemby, Lindsay Chapman e produzida por Dann Huff. A sua gravação ocorreu em 2012 nos estúdios Sound Stage, em Nashville, no Tennessee. A música estreou a 29 de Outubro de 2012 na estação de rádio WSIX-FM e foi disponibilizada digitalmente no dia seguinte nas lojas iTunes Store e Amazon nos Estados Unidos. Através da RCA Records, serviu como segundo single da compilação para os mercados norte-americanos, com impacto estabelecido a 12 de Novembro nas rádios country.
A nível musical, a canção demonstra uma sonoridade country, country soul e soft rock. A sua melodia é composta através dos vocais, juntando acordes de baixo, bateria, piano, violão de aço e guitarra eléctrica. Liricamente, o tema discute a forma como Kelly aproveita cada minuto para se dedicar ao amor. A obra recebeu críticas positivas, em que alguns analistas elogiaram a produção por lembrar a sonoridade de registos country do início da década de 1970 e 80. Contudo, também consideraram que não era tão poderosa quanto  "Don't You Wanna Stay", com Jason Aldean. Comercialmente, teve um desempenho moderado nos Estados Unidos, atingindo a 23.ª posição na Billboard Country Songs e 89.º na principal Hot 100. Na Canadian Hot 100, tabela musical do Canadá, conseguiu obter o seu melhor desempenho ao alcançar o 53.º lugar.
A dupla de intérpretes fez a primeira actuação ao vivo da faixa durante a 46.ª cerimónia de entrega de prémios dos Country Music Association Awards a 1 de Novembro de 2012. O vídeo musical, dirigido por Glenn Weiss, foi concebido através de imagens retiradas dessa mesma performance transmitida no evento. Em 2013, "Don't Rush" voltou a ser divulgada por Clarkson através do seminário da Country Radio e nos Academy of Country Music Awards.

## Antecedentes e lançamento

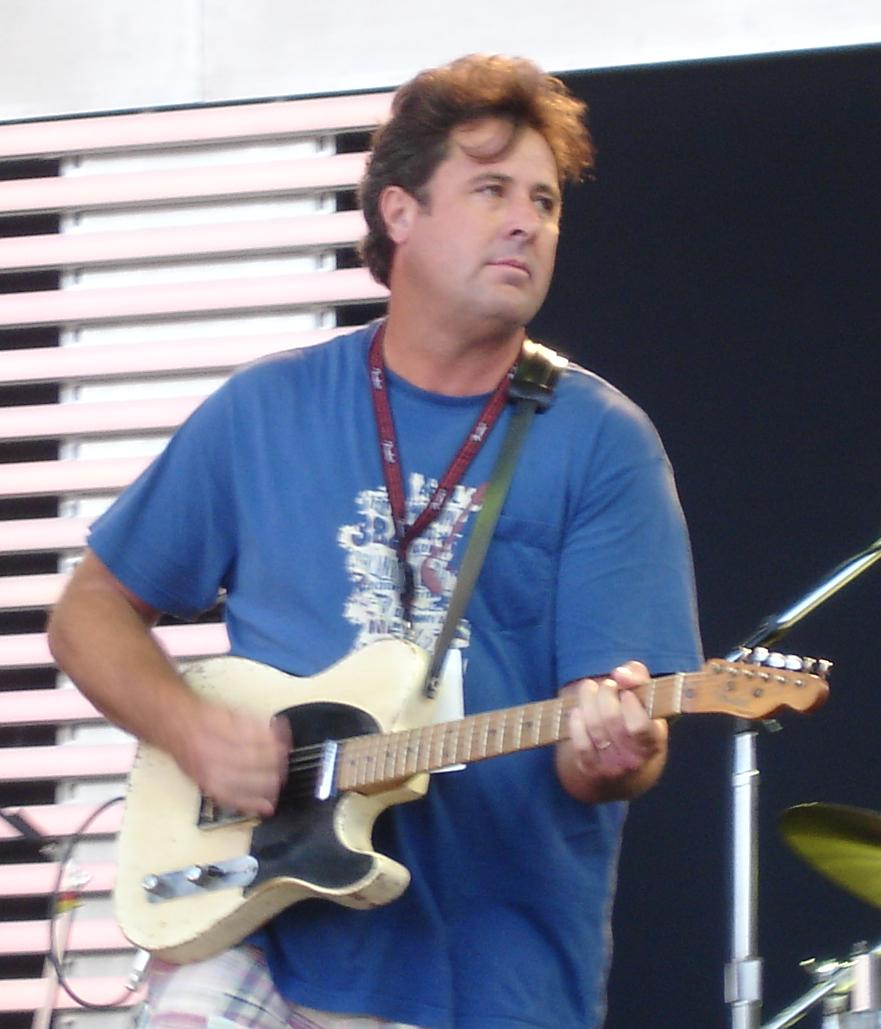
A cantora revelou-se entusiasmada pela participação do cantor Vince Gill (foto) na canção.

Natalie Hemby, uma das compositoras do tema, foi quem teve a ideia de o escrever: "O meu amigo Blu Sanders e eu estávamos juntos, e ele disse, 'Já alguma vez conheceste Lindsay Champan?', e eu respondi 'Não!'. Basicamente ele considerou, 'Porque não escrevemos com ela? Tem uma voz [típica do] R&B absolutamente linda'. Ele continuou, 'Vamos reunir-nos e ver o que conseguimos desenvolver'". Hemby também admitiu que a canção foi escrita por Chapman porque a ideia era naquela altura ter sido parte da sua direcção musical. "Tem uma vibração de um tipo de retrocesso aos anos 70, e foi nesse sentido que estávamos a caminhar em relação à sua sonoridade", afirmou a escritora. Após a obra estar completa, nunca foi gravada e Hemby afirmou que acabou "por cair numa espécie de esquecimento". Sendo amigo de Clarkson, Sanders teve a iniciativa de enviá-la em conjunto com outros trabalhos para a cantora.
De acordo com Kelly, quando escutou pela primeira vez a música em Março de 2012, decidiu colocar em lista de espera. "O meu objectivo como cantora é capturar o sentimento de uma canção e fotografá-lo. Estou num relacionamento e super feliz, e não acho que teria sido capaz de a cantar há oito meses. O amor deve ser comemorado, e isso é uma grande descrição do estado actual da minha vida". "Don't Rush" tornou-se numa das três obras inéditas, em conjunto com "Catch My Breath" e "People Like Us", a serem gravadas para o seu primeiro álbum de grandes êxitos, Greatest Hits – Chapter One. Numa entrevista para a revista norte-americana Billboard, a intérprete expressou o seu entusiasmo em relação ao trabalho:
| “ | As pessoas têm esperado que lançasse algo especificamente para a rádio country há muitos anos, mas não queria apenas lançar algo que tivesse um violão [...] Queria lançar algo que me deixasse orgulhosa, e finalmente, encontrei esta música. É o meu tipo de som country favorito, é como os anos 80 e 90, esse retrocesso. E estou totalmente entusiasmada por que tenho o Vince Gill para cantá-la comigo, e só ganhei com isso porque é uma das minhas pessoas favoritas. | ” |

A melodia tornou-se no segundo single country lançado pela artista. Depois de colaborar com Reba McEntire em 2007 numa versão de "Because of You" adaptada ao estilo musical, seguiu-se ainda "Don't You Wanna Stay" com Jason Aldean e "There’s a New Kid in Town" com Blake Shelton. "Mr. Know It All" também foi relançado em formato digital com alterações a nível de género. O tema estreou na rádio WSIX-FM a 29 de Outubro de 2012 e foi disponibilizado para descarga digital na Amazon no dia seguinte nos Estados Unidos. A 1 de Novembro, a dupla interpretou a melodia nos Country Music Awards de 2012, e devido à recepção positiva pelos fãs, a RCA Records enviou a faixa para as rádios de música country a 12 de Novembro, para servir como segundo single da compilação de grandes sucessos.

## Estilo musical e letra
"Don't Rush" é uma canção que deriva de origens estilísticas de country, country soul e soft rock, produzida pelo guitarrista norte-americano Dann Huff. A sua gravação esteve a cargo de Steve Marcantonio e decorreu em 2012 nos estúdios Sound Stage, em Nashville, no Tennessee. A sua sonoridade foi construída através de vocais, juntando acordes de baixo por Tony Lucido, bateria de Chris McHugh, piano por Steve Nathan, violão de aço de Paul Franklin e guitarra eléctrica por Gill, Jerry McPherson, J.T. Corenflos eCherie Oakley. Justin Niebank ficou responsável pela mistura, com assistência de Drew Bollman, e Mike Griffith foi creditado pela coordenação de produção.  Will Hermes da Rolling Stone realçou que, à medida que o tema chega ao seu refrão, tanto Clarkson como Gill soam "um pouco estranhos" nos versos "Paro a cada minuto apenas porque estás nele / Desejo que todos os dias fossem domingo, estás bem perto de mim / É como deve ser".
Jonathan Keefe da Slant Magazine elogiou o trabalho de produção da obra pela sua abordagem hábil que remonta ao trabalho no início da década de 1980 de artistas como Barbara Mandrell e Ronnie Milsap. Mark Blankenship do canal Logo também considerou que a música "soa como uma escuta fácil de uma batida dos anos 70 ou 80, debaixo de um vocal descontraído". Zara Golden do VH1 classificou o instrumental como "alegre e brilhante" e realçou que o considerava mais soft rock que "Don't You Wanna Stay". Sam Lansky do portal Idolator observou que os vocais contidos da cantora estão imbuídos com um sotaque country que é adequado, acrescentando que ter um parceiro de dueto "traz vida aos vocais impressionantemente emotivos de Clarkson".
A letra foi concebida por Blu Sanders, Natalie Hemby e Lindsay Chapman. Liricamente, o tema discute a forma como Kelly aproveita cada minuto para se dedicar ao amor. Sam Wilbur do AOL Radio ficou satisfeito com o tema central da faixa, escrevendo "É simples, descontraída e uma boa mudança de ritmo para Clarkson, que, juntamente com 'Catch My Breath', está a cantar mais sobre o amor e a felicidade, em vez de separações e desgostos".

## Recepção pela crítica
| Críticas profissionais | Críticas profissionais |
| Avaliações da crítica  | Avaliações da crítica  |
| Fonte                  | Avaliação              |
| ---------------------- | ---------------------- |
| New York Post          | [ 23 ]                 |
| Taste of Country       | [ 12 ]                 |

As críticas após o lançamento da faixa foram geralmente positivas. Michaelangelo Matos do New York Post atribuiu três de cinco estrelas possíveis e elogiou Clarkson por "entrar completamente dentro da personagem" e entregar com sucesso a emoção da melodia. Sam Wilbur da AOL Radio concordou com Matos, acrescentando que é "uma faixa com uma boa sensação nostálgica, um sentimento clássico do country". Rachel Brodsky do canal MTV fez uma análise positiva, escrevendo o seguinte: "É verdade -- não estamos totalmente acostumados a ouvir Kelly a explorar o seu lado country (embora ela seja do Texas, então vá descobrir [o porquê]), mas a julgar pelos vocais em "Don't Rush", acho que nos poderíamos acostumar à Kelly do country". Billy Dukes do sítio Taste of Country classificou o tema com quatro estrelas e meia, realçando que "é difícil para uma vocalista feminina soar sensual sem atrair críticas negativas". "A voz de Clarkson é um romance de vinho e rosas, em vez de ansiar a devassa de uma beleza numa saia muito curta. A 'American Idol' original pode ter encontrado a sua imagem de marca", considerou.
Mark Blankenship do portal Logo elogiou a cantora por explorar o seu lado country. Blankenship adjectivou como sendo "uma boa música", concluindo que "ainda melhor, é um amor sedutor, e não um hino furioso sobre o final de uma relação, o que é uma óptima mudança depois de dez anos de raiva com o coração partido". De mesma opinião, Jessica Sager do PopCrush que considerou que a obra é "fácil, alegre e de tempo moderado", acrescentou à sua análise que embora o single não seja tão poderoso quanto o dueto de Kelly com Jason Aldean em "Don't You Wanna Stay", "é um grande lembrete de que Clarkson é capaz de muito mais do que hinos sobre separações". Chuck Dauphin da revista norte-americana Billboard colocou a música na oitava posição da lista das dez melhores do género musical em 2012, afirmando que "é uma das canções sobre o amor que soa mais deliciosamente". "É a definição de 'Ear Candy'. Se não está apaixonado, vai querer estar depois de ouvi-la", escreveu Chuck. O tema foi ainda nomeado na categoria Vocal Event of the Year da cerimónia Academy of Country Music Awards de 2013.

## Divulgação
Clarkson e Gill interpretaram a canção ao vivo pela primeira vez durante a 46.ª cerimónia de entrega de prémios Country Music Association Awards a 1 de Novembro de 2012. A actuação recebeu análises positivas por parte dos críticos; Grady Smith da revista Entertainment Weekly caracterizou-a como "esfumaçada, suave, com alma e discreta". Natalie Finn do canal E! observou que a performance lembrava a música "Islands in the Stream", e congratulou a cantora por se aventurar no country. Story Gilmore do Neon Limelight comentou o seguinte: "As duas estrelas deslumbraram simplesmente pelo canto, e cantaram bem no seu desempenho. Kelly cantou perfeitamente ao lado de Vince, enquanto o ícone do country tocava a sua guitarra e adicionava os seus suaves vocais". O vídeo musical para "Don't Rush" foi composto através de imagens desse mesmo espectáculo, com a direcção de Glenn Weiss. A 28 de Fevereiro de 2013, Kelly voltou a subir a palco para interpretar a obra durante o concerto do seminário da Country Radio, acompanhada por Jason Sellers que cantou a parte de Vince. Em Abril, a artista voltou a interpretar a melodia a solo e ao vivo no evento Academy of Country Music Awards.

## Faixas e formatos
A versão digital de "Don't Rush" contém apenas uma faixa com duração de quatro minutos e dois segundos.
| Descarga digital |                               |         |  |
| N.º              | Título                        | Duração |  |
| 1.               | "Don't Rush" (com Vince Gill) | 4:02    |  |

## Desempenho nas tabelas musicais
Após a actuação de Clarkson e Gill durante a cerimónia Country Music Association Awards, "Don't Rush" vendeu 41 mil cópias digitais e estreou-se na 35.ª posição da Billboard Digital Songs, bem como na 97.ª na tabela principal, na semana de 17 de Novembro de 2012. Na edição seguinte, a música obteve uma novo melhor posto na Hot 100, subindo até ao 89.º lugar. Debutou ainda no 25.º na Country Songs, tornando-se a quinta obra da cantora a conseguir entrar na lista, sucedendo a "A Moment Like This", "Because of You", "Don't You Wanna Stay" e "Mr. Know It All". A faixa estableceu-se como a melhor estreia de Vince na tabela de country e o seu melhor desempenho desde "Building Bridges", que alcançou a quarta posição em Setembro de 2006. Mais tarde, subiu mais dois números para o melhor lugar conseguido, a 24 de Novembro. Nessa mesma semana, no Canadá, estreou em 53.º lugar na Canadian Hot 100. A 20 de Março de 2013, nos Estados Unidos, o single já tinha conseguido vender 215 unidades digitais.

### Posições
| Tabela musical (2012)                    | Melhor posição |
| ---------------------------------------- | -------------- |
| Canadá - Canadian Hot 100                | 53             |
| Estados Unidos - Billboard Hot 100       | 89             |
| Estados Unidos - Billboard Country Songs | 23             |

## Créditos
Todo o processo de elaboração da canção atribui os seguintes créditos pessoais:
- Kelly Clarkson – vocalista principal;
- Vince Gill - vocalista convidado, vocais de apoio, guitarra eléctrica;
- Blu Sanders  - composição;
- Natalie Hemby - composição;
- Lindsay Chapman - composição;
- Dann Huff - produção;
- Chris McHugh - bateria;
- Tony Lucido - baixo;
- Jerry McPherson - guitarra eléctrica;
- J.T. Corenflos - guitarra eléctrica;
- Cherie Oakley - guitarra eléctrica, vocais de apoio;
- Steve Nathan – piano, hammond B-3;
- Paul Franklin - violão de aço;
- Steve Marcantonio - gravação;
- Justin Niebank - mistura;
  - Drew Bollman - assistência;
- Mike "Frog" Griffith - coordenação de produção.

## Histórico de lançamento
"Don't Rush" foi lançada digitalmente a 30 de Outubro de 2012 nos Estados Unidos, sendo posteriormente enviada para as rádios country a 12 de Novembro do mesmo ano.
| País           | Data                   | Formato          | Editora discográfica    |
| -------------- | ---------------------- | ---------------- | ----------------------- |
| Estados Unidos | 30 de Outubro de 2012  | Descarga digital | RCA                     |
| Estados Unidos | 12 de Novembro de 2012 | Rádio country    | RCA, Columbia Nashville |